# Asen Peshev
Asen Peshev   (Sofia, 5 de març de 1908 - Sòfia, 28 de juny de 1967), conegut com a Kapuy, és un exfutbolista búlgar de la dècada de 1930.
Fou 42 cops internacional amb la selecció búlgara entre 1927 i 1936.
Pel que fa a clubs, defensà els colors de Levski Sofia com a principal club.